# Macrodactylus championi
Macrodactylus championi är en skalbaggsart som beskrevs av Bates 1887. Macrodactylus championi ingår i släktet Macrodactylus och familjen Melolonthidae. Inga underarter finns listade i Catalogue of Life.